# Роналд Лейнг
Роналд Дейвид Лейнг (на английски: Ronald David Laing) е шотландски психиатър, който интензивно пише за душевните болести, в частност за преживяването на психозите.
Гледните точки на Лейнг за причините и лечението на сериозните душевни дисфункции са особено много повлияни от екзистенциалната философия, влизайки в противоречие с ортодоксалната психиатрия, приемайки изразените чувства на индивидуалния пациент или клиент за валидно описание на живи преживявания по-скоро, отколкото просто като симптоми на някое отделно или съществено заболяване.
Психиатърът Лейнг привлича международното внимание с книгите си The Divided Self („Разделеният Аз“) и The Politics of Expierence („Политиката на опита“), представляващи едни от първите дискусии на феноменологията на шизофренията. Според него шизофренията е ситуация, в която няма победители – двоен капан, който демобилизира човека.

## Избрана библиография
- Laing, R.D. (1960) The Divided Self: An Existential Study in Sanity and Madness. Harmondsworth: Penguin.
- Laing, R.D. (1961) The Self and Others. London: Tavistock Publications.Psychoanalytic Electronic Publishing. Посетен на 16 октомври 2008
- Laing, R.D. and Esterson, A. (1964) Sanity, Madness and the Family. London: Penguin Books.
- Laing, R.D. and Cooper, D.G. (1964) Reason and Violence: A Decade of Sartre's Philosophy. (2nd ed.) London: Tavistock Publications Ltd.
- Laing, R.D., Phillipson, H. and Lee, A.R. (1966) Interpersonal Perception: A Theory and a Method of Research. London: Tavistock.
- Laing, R.D. (1967) The Politics of Experience and the Bird of Paradise. Harmondsworth: Penguin.
- Laing, R.D. (1970) Knots. London: Penguin. excerpt Архив на оригинала от 2008-11-14 в Wayback Machine., movie (IMDB)
- Laing, R.D. (1971) The Politics of the Family and Other Essays. London: Tavistock Publications.
- Laing, R.D. (1976) Do You Love Me? An Entertainment in Conversation and Verse New York: Pantheon Books.
- Laing, R.D. (1976) Sonnets. London: Michael Joseph.
- Laing, R.D. (1976) The Facts of Life. London: Penguin.
- Laing, R.D. (1977) Conversations with Adam and Natasha. New York: Pantheon.
- Laing, R.D. (1982) The Voice of Experience: Experience, Science and Psychiatry. Harmondsworth: Penguin.
- Laing, R.D. (1985) Wisdom, Madness and Folly: The Making of a Psychiatrist 1927 – 1957. London: Macmillan.
- Mullan, B. (1995) Mad to be Normal: Conversations with R.D. Laing. London: Free Association Books.
- Wlison A.N. (2008) Our Times. London:Hutchinson

## Книги за Роналд Лейнг
- Boyers, R. and R. Orrill, Eds. (1971) Laing and Anti-Psychiatry. New York: Salamagundi Press.
- Burston, D. (1996) The Wing of Madness: The Life and Work of R. D. Laing. Cambridge, MA: Harvard University Press.
- Burston, D. (2000) The Crucible of Experience: R.D. Laing and the Crisis of Psychotherapy. Cambridge, MA: Harvard University Press.
- Clay, J. (1996) R.D. Laing: A Divided Self. London: Hodder & Stoughton.
- Collier, A. (1977) R.D. Laing: The Philosophy and Politics of Psychotherapy. New York: Pantheon.
- Evans, R.I. (1976) R.D. Laing, The Man and His Ideas. New York: E.P. Dutton.
- Friedenberg, E.Z. (1973) R.D. Laing. New York: Viking Press.
- Miller, G. (2004) R.D. Laing. Edinburgh: Edinburgh University Press.
- Laing, A. (1994) R.D. Laing: A Biography. New York: Thunder's Mouth Press.
- Kotowicz, Z. (1997) R.D. Laing and the Paths of Anti-Psychiatry. London: Taylor & Francis.
- Mullan, B., Ed. (1997) R.D. Laing: Creative Destroyer. London: Cassell & Co.
- Mullan, B. (1999) R.D. Laing: A Personal View. London: Duckworth.
- Raschid, S., Ed. (2005) R.D. Laing: Contemporary Perspectives. London: Free Association Books.
- Russell, R. and R.D. Laing (1992) R.D. Laing and Me: Lessons in Love. New York: Hillgarth Press.